# Jugoslavien i olympiska spelen
Jugoslavien har deltagit i 29 olympiska spel. Jugoslaviens yngsta idrottare som de skickat till ett olympiskt spel var Jadran Radovčić som vid OS 1972 i München var 13 år och 84 dagar.

## Tidslinje
| Nation                        | Kod | Första spel | Sista spel |
| ----------------------------- | --- | ----------- | ---------- |
| Kungariket Jugoslavien        |     | 1920        | 1936       |
| Jugoslavien                   | YUG | 1948        | 1992 V     |
| Oberoende olympiska deltagare | IOP | 1992 S      | 1992 S     |
| Kroatien                      | CRO | 1992 V      |            |
| Slovenien                     | SLO | 1992 V      |            |
| Bosnien och Hercegovina       | BIH | 1992 S      |            |
| Nordmakedonien                | MKD | 1996        |            |
| FR Jugoslavien                | YUG | 1996        | 2002       |
| Serbien och Montenegro        | SCG | 2004        | 2006       |
| Serbien                       | SRB | 1912        |            |
| Montenegro                    | MNE | 2008        |            |

## Medaljer
Jugoslavien tog 83 medaljer i olympiska sommarspelen men bara 4 i olympiska vinterspelen.
| Guld | Silver | Brons | Totalt antal medaljer |
| ---- | ------ | ----- | --------------------- |
| 26   | 32     | 29    | 87                    |

### Medaljer vid sommarspelen
| Spel             | Guld | Silver | Brons | Totalt |
| 1920 Antwerp     | 0    | 0      | 0     | 0      |
| 1924 Paris       | 2    | 0      | 0     | 2      |
| 1928 Amsterdam   | 1    | 1      | 3     | 5      |
| 1932 Los Angeles | 0    | 0      | 0     | 0      |
| 1936 Berlin      | 0    | 1      | 0     | 1      |
| 1948 London      | 0    | 2      | 0     | 2      |
| 1952 Helsingfors | 1    | 2      | 0     | 3      |
| 1956 Melbourne   | 0    | 3      | 0     | 3      |
| 1960 Rom         | 1    | 1      | 0     | 2      |
| 1964 Tokyo       | 2    | 1      | 2     | 5      |
| 1968 Mexico City | 3    | 3      | 2     | 8      |
| 1972 München     | 2    | 1      | 2     | 5      |
| 1976 Montreal    | 2    | 3      | 3     | 8      |
| 1980 Moskva      | 2    | 3      | 4     | 9      |
| 1984 Los Angeles | 7    | 4      | 7     | 18     |
| 1988 Seoul       | 3    | 4      | 5     | 12     |
| Totalt           | 26   | 29     | 28    | 83     |

### Medaljer vid vinterspelen
| Spel                        | Guld        | Silver      | Brons       | Totalt      |
| 1924 Chamonix               | 0           | 0           | 0           | 0           |
| 1928 St. Moritz             | 0           | 0           | 0           | 0           |
| 1932 Lake Placid            | deltog inte | deltog inte | deltog inte | deltog inte |
| 1936 Garmisch-Partenkirchen | 0           | 0           | 0           | 0           |
| 1948 St. Moritz             | 0           | 0           | 0           | 0           |
| 1952 Oslo                   | 0           | 0           | 0           | 0           |
| 1956 Cortina d'Ampezzo      | 0           | 0           | 0           | 0           |
| 1960 Squaw Valley           | deltog inte | deltog inte | deltog inte | deltog inte |
| 1964 Innsbruck              | 0           | 0           | 0           | 0           |
| 1968 Grenoble               | 0           | 0           | 0           | 0           |
| 1972 Sapporo                | 0           | 0           | 0           | 0           |
| 1976 Innsbruck              | 0           | 0           | 0           | 0           |
| 1980 Lake Placid            | 0           | 0           | 0           | 0           |
| 1984 Sarajevo (Värdnation)  | 0           | 1           | 0           | 1           |
| 1988 Calgary                | 0           | 2           | 1           | 3           |
| 1992 Albertville            | 0           | 0           | 0           | 0           |
| Totals                      | 0           | 3           | 1           | 4           |